# سیاه‌مست (فیلم ۲۰۱۲)
 سیاه مست (به انگلیسی: Smashed) فیلمی در ژانر درام به کارگردانی جیمز پانسولت محصول سال ۲۰۱۲ می‌باشد. مری الزابت وینستد و آرون پاول از بازیگران این فیلم هستند. 
فیلمنامه بر اساس تجربه شخصی سوزان برک نوشته شده که در جوانی الکل را ترک کرده بود. او و پانسولت در مدت شش ماه فیلمنامه را نوشتند و بازیگران نقش های اصلی در سپتامبر ۲۰۱۱ انتخاب شدند. سرمایه گذاران مستقلی همچون صاحب مینه سوتا وایکینگز یعنی زیگی ویلف، بودجه پانصدهزار دلاری فیلم را تهیه کردند. فیلم در اکتبر ۲۰۱۱ در لس آنجلس ضبط شد و در ۲۲ ژانویه ۲۰۱۲ در جشنواره فیلم ساندنس ۲۰۱۲ اکران شد و در ۱۲ اکتبر ۲۰۱۲ توسط سونی پیکچرز کلاسیکس منتشر شد. این فیلم نقدهای مثبتی گرفت و همگی اجرای وینستد را تحسین کردند. او برای بازی در این اثر نامزد جوایز متعددی شد. 

## داستان
کیت هانا (مری الیزابت وینستد) معلم دوره ابتدایی است و خمار به سر کار می رسد و جلوی کلاس بالا می آورد. او وانمود می کند باردار است و به مدیر مدرسه، خانم بارنز (مگان مولالی) دروغ می گوید ولی همکارش دیو (نیک آفرمن) متوجه حقیقت می شود. 
کیت همراه با همسرش چارلی (آرون پاول) و برادر شوهرش اون (کایل گالنر) به مهمانی می رود و شروع به نوشیدن الکل می کند. بعدا در خانه، چارلی می فهمد که هردو الکلی هستند. در حالت مستی با هم رابطه برقرار می کنند و چارلی بیهوش می شود. کیت برای خریدن شراب بیرون می رود. 
سر کار، دیو که قبلا الکلی بوده به او پیشنهاد می کند در جلسات الکلی های گمنام (AA) شرکت کند. کیت در آن جا با جنی (اکتاویا اسپنسر) دوست می شود و تصمیم می گیرد زندگیش را عوض کند. سپس با چارلی به دیدن مادر الکلی اش راشل (مری کی پلیس) می رود و به او نیز پیشنهاد می کند در جلسات ای ای شرکت کند. 
روز بعد، همکاران کیت برایش مهمانی پیش از زایمان می گیرند و او غافلگیر می شود. به همین دلیل، وانمود می کند سقط کرده و دانش آموزانش را مقصر می داند. 
کیت می خواهد به مدیر حقیقت را بگوید ولی چارلی اجازه نمی دهد، چون ممکن است شغلش را ازدست بدهد. آن ها سر مسائل مالی با هم دعوا می کنند. او حقیقت را به خانم بارنز می گوید و اخراج می شود. 
کمی بعد، کیت را در جلسه ای ای می بینیم که یک سال است پاک است. او به دیدن چارلی می رود. چارلی می پرسد اگر در جلسات الکلی ها شرکت کند، به خانه برمی گردد؟ کیت می گوید او باید بخاطر خودش پاک شود، نه بخاطر کیت. 

## بازیگران
- مری الیزابت وینستد در نقش کیت هانا
- آرون پال در نقش چارلی هانا
- نیک آفرمن در نقش دیو دیویس
- مگان مولالی در نقش مدیر پاتریشیا بارنز
- کایل گالنر در نقش اون هانا
- مری کی پلیس در نقش راشل
- اکتاویا اسپنسر در نقش جنی